# Triveneto

Le Triveneto (« Trivénétie ») ou les Tre Venezie (« Trois Vénéties »).

Le terme Triveneto (littéralement : « Trivénétie ») ou Tre Venezie (« Trois Vénéties ») apparaît, dans certains cercles culturels italiens au milieu du XIXe siècle, peu après la deuxième guerre d'indépendance, pour désigner trois entités régionales différentes d'Italie nommées chacune Venezia (Vénétie) :
- la Vénétie euganéenne (Venezia Euganea), comprenant plus ou moins la Vénétie et le Frioul (Udine et Pordenone) actuels,
- la Vénétie tridentine (Venezia Tridentina) : le Trentin-Haut-Adige,
- la Vénétie julienne (Venezia Giulia) avec Gorizia, Trieste et l'Istrie.

Les termes Triveneto ou Tre Venezie sont aujourd'hui utilisés en référence aux trois régions italiennes de la Vénétie, du Trentin-Haut-Adige et du Frioul-Vénétie Julienne, cette dernière aujourd'hui largement diminuée des territoires devenus croates (dont l'Istrie et Rijeka) et slovènes (autour de Trieste, restée italienne). Le Triveneto forme avec la région d'Émilie-Romagne la macro-région de l'Italie nord-orientale.

## Historique
La définition fut forgée par le linguiste gorizien Graziadio Isaia Ascoli en 1863, sans finalité irrédentiste, mais avec la claire intention de marquer l'italianité culturelle des Vénéties euganéenne, (comprenant la Vénétie et le Frioul — Udine et Pordenone — actuels), tridentine (le Trentin-Haut-Adige) et julienne (Gorizia, Trieste et l'Istrie) sous domination des Habsbourg avant la deuxième guerre d'indépendance italienne (empire d'Autriche puis Empire austro-hongrois après 1867) et qui, diminuées de l'Istrie, forment les actuelles régions de la Vénétie, du Trentin-Haut-Adige et du Frioul-Vénétie Julienne ,.
La dénomination de Tre Venezie tire son inspiration du terme sous lequel était connue, à l'époque impériale, la Regio X d'Auguste, Venetia et Histria. Ascoli baptisa une partie du territoire Venezia Euganea en hommage à la population des Euganéens qui habitait la région à l'époque préhistorique et qui, à la suite de l'invasion des Paléovénètes, se concentra sur la zone de collines qui porte leur nom.
Dans les limites de ce qui fut la Regio X existaient deux autres régions appartenant à des ethnies néolatines, l'une au nord-ouest nommée Venezia Tridentina du nom latin de Trente (Tridentum), l'autre à l'est, appelée Venezia Giulia parce qu'elle s'étendait dans les Alpes juliennes. Ces deux régions faisaient partie en 1863 de l'empire d'Autriche et, dans le même temps (à l'exception de parties de l'Istrie et de Fiume), de la Confédération germanique. Comparativement à la Venezia Euganea, elles étaient, d'un point de vue historique et juridique mais non ethnique, davantage liées au monde germanique. La Venezia Euganea fut annexée à l'Italie en 1866 par un référendum qui sanctionna l'union avec une écrasante majorité. Les deux autres venezie restèrent sous la domination de l'Autriche qui, en 1867, ne faisait alors plus partie de la Confédération germanique mais de l'Empire austro-hongrois, Fiume étant rattachée à la Hongrie. Les frontières entre la Venezia Tridentina, la Venezia Giulia et la Venezia Euganea étaient bien définies en 1863 (calquées sur celles du royaume du Veneto) alors que leurs frontières vers l'extérieur ne seront stabilisées qu'après la Première Guerre mondiale.
En mai 1915, le royaume d'Italie déclara la guerre aux empires centraux, dans l'objectif déclaré d'annexer toutes les terres qui, se trouvant assujetties à la souveraineté des Habsbourg, étaient habitées par des peuples considérés par leur histoire, leur langue et leur culture, ethniquement italiens. Ces terres dénommées irrédentes, incluaient aussi et surtout les deux Venezie restées en dehors de l'État national italien, la Venezia Tridentina et la Venezia Giulia. À la fin de la guerre, ces territoires entrèrent dans le royaume d'Italie mais la plus grande partie de la Venezia Giulia fut cédée à la Yougoslavie à la suite de la défaite italienne de la Seconde Guerre mondiale.
La Venezia Tridentina, à la fin de la Première Guerre mondiale était formée de la province de Trente, dont se détacheront par la suite celle de Bolzano et les communes de Cortina d'Ampezzo, Colle Santa Lucia et Livinallongo del Col di Lana, depuis 1923 dans la province de Belluno, de Pedemonte et Casotto, depuis 1929 dans la province de Vicence, et de Valvestino, depuis 1934 dans la province de Brescia.
La Venezia Euganea comprenait huit provinces : Venise, Padoue, Rovigo, Vérone, Vicence, Trévise, Belluno et Udine. La province d'Udine, dénommée officiellement province du Frioul, comprenait les territoires qui, en 1968 formèrent la province de Pordenone. En 1947 le Frioul fut détaché de la Venezia Euganea qui prit le nom officiel de Vénétie.
La Venezia Giulia, après la Première Guerre mondiale, était composée des quatre provinces de Gorizia, Trieste, Pola et Zara auxquelles se rajoutèrent Fiume en 1924 et même, durant la Seconde Guerre mondiale, de Lubiana (entre 1941 et 1943).
Le Frioul historique était subdivisé entre la Venezia Euganea, qui incluait le Frioul central et le Frioul occidental, et la Venezia Giulia, comprenant le Frioul oriental qui s'étendait dans la plaine de l'Isonzo et d'autres zones autour de Gorizia. De 1923 à 1927 la province de Gorizia fut supprimée : la partie nord fut agrégée à celle du Frioul (ou d'Udine), la partie centrale à celle de Trieste et la partie méridionale à celle de Pola. Ainsi, la Venezia Euganea, dont faisait partie la province du Frioul élargie, s'agrandit au détriment de la Venezia Giulia, avec une partie des territoires qui avaient été absorbés par celle du Frioul. Restèrent à la province du Frioul, et donc à la Venezia Euganea, les circonscriptions de Tarvisio et de Cervignano del Friuli.
En ces années, la Venezia Tridentina fut officialement dénommée Trentino-Alto Adige. En 1947, quand furent définies les frontières avec la Yougoslavie et se créa le Territoire libre de Trieste, fut retirée de la Venezia Euganea la province d'Udine et fut créée la nouvelle région du Frioul-Vénétie Julienne qui aurait dû ensuite comprendre des régions de la Venezia Giulia momentanément détachées de l'Italie. En fait, depuis 1954, aux provinces d'Udine et de Gorizia, s'ajouta celle de Trieste, alors que le Territoire libre fut subdivisé entre l'Italie et la Yougoslavie. Les provinces de Gorizia et de Trieste furent notablement redimentionnées à la suite de la Seconde Guerre mondiale.